# Birmingham, Alabama
Birmingham [ˈbɝmɪŋˌhæm] je največje mesto v zvezni državi ZDA Alabama; mesto je hkrati sedež okrožja Jefferson, toda deli mesta se nahajajo tudi v okrožju Shelby.
Mesto je bilo ustanovljeno leta 1871 po ameriški državljanski vojni kot industrijsko središče ter poimenovano po Birminghamu, večjemu industrijskemu mestu v Angliji.